# Tom Fogerty
Thomas Richard "Tom" Fogerty (ur. 9 listopada 1941 w Berkeley, zm. 6 września 1990 w Scottsdale) – amerykański muzyk, znany z występów w zespole Creedence Clearwater Revival. W grupie grał na gitarze i śpiewał. Członkiem formacji był także jego młodszy brat John.
Muzyk zmarł na gruźlicę 6 września 1990 roku w Scottsdale. Miał 48 lat. Był dwukrotnie żonaty, miał sześcioro dzieci.